# 10式戦車に関連する作品の一覧

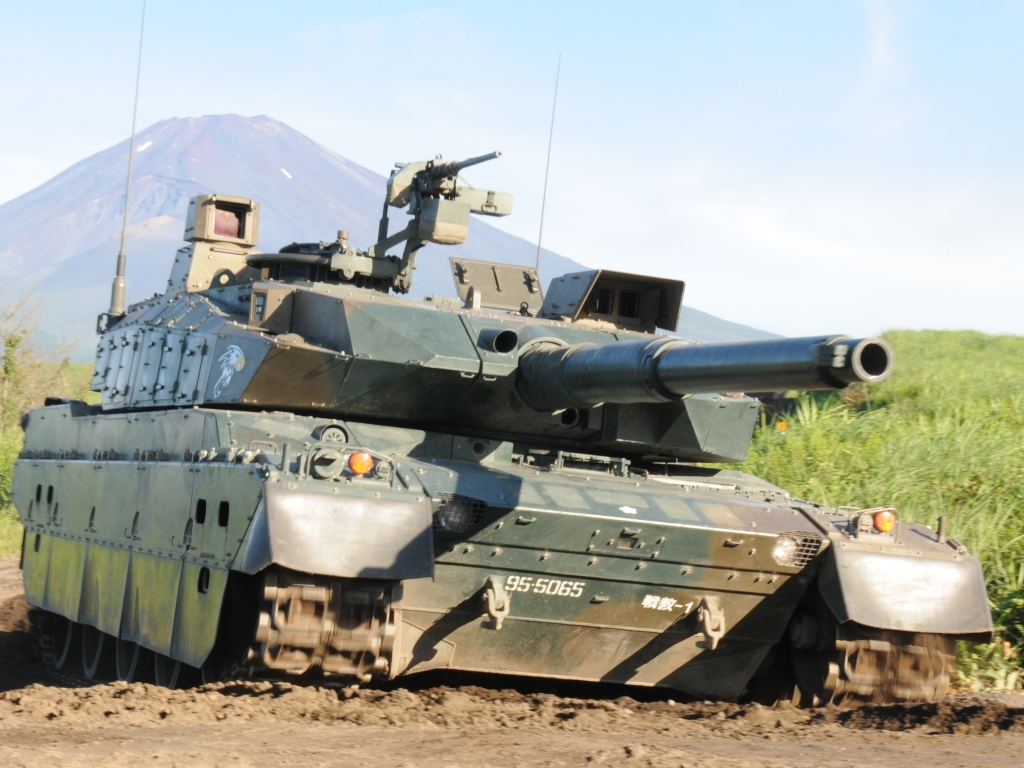
10式戦車

10式戦車に関連する作品の一覧（ひとまるしきせんしゃにかんれんするさくひんのいちらん）は、陸上自衛隊が装備する主力戦車、10式戦車に関連する作品の一覧である。
10式戦車は、日本の最新技術を結集して作られた最新鋭戦車で、世界的に見ても久しぶりの新型戦車という事もあり、試作車（TK-X）の時点から大きな注目を集めていたため、近年の自衛隊もしくは自衛隊に類似する組織が登場する作品に多く出演している。

## 映画
『THE NEXT GENERATION パトレイバー』
第6話に登場。熱海市網代湾に出現した大怪獣「ガッ★」とされる物体を攻撃するために治安出動し、海上自衛隊のP-3Cと連帯してHEATによる砲撃を行おうとするが、ガッ★の近くを民間船「龍驤II」が航行していたため攻撃を中止する。
登場する車両はCGで描かれている。
『アトラクション4D 戦車ライド』
敵性生命体に備えて結成された民間防衛組織を指導するため、演習場での模擬戦闘訓練における対抗部隊役を務め、民間防衛組織の74式戦車小隊と対決する。
北富士演習場で撮影された実車と、後述する映画『ガッチャマン』で用いられた実物大プロップが併用されている。
『ウルトラシリーズ』
『シン・ウルトラマン』
プロローグに登場。工事中の新東名高速道路谷ヶ山トンネルより出現したゴメス、および東京に出現したペギラに対し出動し、駆除に成功している。
登場する車両はCGで描かれている。
『ウルトラマンアーク THE MOVIE 超次元大決戦!光と闇のアーク』
地球防衛隊（GDF）怪獣対策班の戦車として、架空の派生型「防衛隊MBT」が登場。蟹沢市の未来科学研究所を防衛すべく展開するが、研究所を襲撃したゼロゲロスとギルアークの攻撃を受け複数両が吹き飛ばされる。
撮影には模型が使用されている。

『ガッチャマン』
国際科学技術庁（ISO）の戦車として登場。東京の市街地を警備しているほか、東京支局で開かれたISO総会を襲撃したギャラクター部隊を西新宿で迎撃するが、有効打を与えることはできなかった。
登場する車両はCGで描かれているほか、実物大プロップも撮影に使用されている。
『シン・ゴジラ』
陸上自衛隊の主力戦車として登場。コールサインを「タイガー」とする部隊が、ゴジラの東京都内侵入を防ぐために行われたB-2号計画「タバ作戦」に地上部隊の主力として投入され、90式戦車や16式機動戦闘車などとともに絶対防衛線たる多摩川丸子橋緑地に部隊展開し、フェーズ2にて、行進間射撃も駆使しながらHEATでゴジラの脚部を砲撃する。しかし、砲撃は進行速度を遅らせるに止まり、その後、ゴジラが跳ね飛ばした丸子橋橋梁とその瓦礫に潰されるなどして3両が大破、2両が中破する被害を受け、弾薬も損耗したことから、部隊行動が不能に陥っている。
本作は日本映画で初めて10式戦車の実物が登場した作品である。陸上自衛隊の全面協力によって第1師団第1戦車大隊の所属車両が登場しており、駒門駐屯地ほかで撮影された映像のほか、CGで描かれたものが丸子橋緑地の実景と合成して使用されている。
『大怪獣ブゴン』
西部方面戦車隊所属車両が登場。伽藍岳から出現し別府市市街地へ向かうブゴンに対して出動するが、杉乃井ホテル付近で行われた攻撃は、砲弾を跳ね返され通用せずに終わる。
実車を撮影した映像とラジコンが併用されている。
『大怪獣モノ』
防衛軍の戦車として90式戦車とともに登場。明神岳一帯の地殻変動によって出現したモノを攻撃するが、モノが発した電磁パルスによって電子機器を無力化された他、反撃によって複数両が破壊されている。また、その後に地底を介して渋谷に出現したモノの迎撃にも出撃する。
撮影には数サイズの模型が使用されている。
『プラシーボ』
東京都内の市街地に展開する。
撮影には、砲塔上部の実物大セットなどが使用されている。

『ラブ&ピース』
墨田区の日本科学研究所から出現した巨大カメ「ラブちゃん」に対して出動し、新宿でラブちゃんを攻撃する。
登場する車両はCGで描かれている。

## テレビドラマ
『MM9－MONSTER MAGNITUDE－』
第5話に第1戦車大隊所属車両が登場。同じく第1戦車大隊所属の90式戦車や第1特科隊の155mmりゅう弾砲などとともに、山梨県吠谷山より出現して吠谷町を襲撃した怪獣8号シッポンの攻撃に投入され、近接攻撃を行うなどしてシッポンの撃破に成功する。
登場する車両はCGで描かれている。
『ウルトラシリーズ』
『ウルトラゾーン』
#19・#20内の「最後の攻撃命令」に防衛軍の戦車として登場。90式戦車や巨大なM60機関銃などとともに、防衛軍本部に迫るキングジョーを迎撃する。
登場する車両はCGで描かれている。
『ネオ・ウルトラQ』
第6話に登場。太平洋の無人島に生息するセーデガンを掃討するために出動し、上陸先の無人島で普通科部隊とともにセーデガンを攻撃・撃破する。
登場する車両はCGで描かれている。
『ウルトラマンオーブ THE ORIGIN SAGA』
第10話に防衛隊の戦車として登場。東京に出現した命の樹を破壊するために行われた「プランB」に投入され、命の樹の周囲にいるベゼルブの群れとクイーンベゼルブを首都高速道路上から砲撃し、ベゼルブ数体を撃破する。
登場する車両はCGで描かれている。
『ウルトラマンアーク』
地球防衛隊（GDF）怪獣対策班の戦車として、車体前部の改修や主砲の換装などを行った架空の派生型「防衛隊MBT」が登場。第1話では、炭酸カルシウムを求め星元市市内を進攻するシャゴンを攻撃するが、強酸による反撃を受け後退する。第3話では、星元市に出現したディゲロスの迎撃にあたる。第18話では、音響兵器によって幽体を実体化させられたタガヌラーに攻撃を加える。第20話では、羅角山山頂のゴメス（SP）に対して主砲からシトロネラアシッドを放射する。
撮影には模型が使用されている。

『世にも奇妙な物語 '16春の特別編』
通算第504話に政府軍の戦車として登場。築久（架空の地名）に設けられた政府軍の前線基地に配備されている。
登場する車両はCGで描かれている。
『量産型リコ -最後のプラモ女子の人生組み立て記-』
第8話にプラモデルが登場。主人公らがアオシマ製の3式機龍のプラモデルを主役にした特撮映像を撮影する際に用いられる。

## アニメ・漫画
『ANEMONE/交響詩篇エウレカセブン ハイエボリューション』
アシッド極東管区第7強襲心理打撃群による東京のエウレカセブン突入を支援する陽動作戦に参加するが、ニルヴァーシュXのミサイル攻撃を受けて破壊される。
『Re:CREATORS』
第17話に登場。エリミネーション・チャンバー・フェスにおいてF-15イーグルとともにメテオラが複数召喚したもので、アルタイルに対し砲撃を行うものの、全車破壊される。
『SKET DANCE』
テレビアニメ版第74話に丹生グループが所有する戦車として登場。丹生グループの屋敷内を警備している。
『Z/X IGNITION』
防衛隊の主力戦車として登場。96式装輪装甲車(II型)などとともに、九州の駐屯部隊に配備されている。
『インフェクション』
『うしおととら』
テレビアニメ版第38話に登場。沖縄諸島沖の結界領域に封じ込められた妖怪「白面の者」とその配下の「黒炎」の群に対し、結界領域内の氷結した海上に展開して攻撃を加えている。
なお、同様のシーンが描かれている原作漫画第五十四章には、90式戦車と74式戦車などが登場している。
『お前はまだグンマを知らない』
単行本第1巻に登場。新町駐屯地の創立祭での訓練展示に参加する。
『オメガ7』
Vol.4に登場。都内でのテロ事件発生を受け、地下トンネルを経由して防衛省市ヶ谷地区から直接出動する。
『ガールズ&パンツァー』
戦車教導隊所属車両が登場。県立大洗女子学園の戦車道教官である蝶野亜美一等陸尉が搭乗し、初登場となった第2話では、C-2改輸送機から大洗女子学園学園艦へLAPES降下を行う。しかし、その際に降下地点の駐車場に駐車していた学園長のフェラーリ・F40に衝突すると、そのまま履帯で踏み潰してしまう。その後も蝶野一尉とともに何度か登場している。
『学園黙示録 HIGHSCHOOL OF THE DEAD』
テレビアニメ版第5話に登場。高城沙耶の思考内にて、治安維持のため街中に展開し警戒に当たる様子が映されている。作中に登場するのはスライドハッチ式の試作型である。
『クオリディア・コード』
第1話に登場。東京都内で異来生物「アンノウン」と交戦するが撃破されている。
『クロムクロ』
異星人エフィドルグの巨大ロボット「ジオフレーム」（オニ）を迎撃する戦力として登場。第2話では富山大橋上に展開し、神通大橋上のジオフレーム「イエロークラブ」をHEAT-MPを用いて攻撃するも、イエロークラブの重力シールドに阻まれている。第13話では新立山駅付近の市街地でジオフレーム「ウォーターストライダー」と交戦し、1両が撃破されている。
『ゲート 自衛隊 彼の地にて、斯く戦えり』
漫画版第1巻の扉絵にて、異世界「特地」側ゲート前に立つ伊丹三尉の後方に停車している。また、梨沙の回想シーンにも登場し、銀座側ゲート前に停車して無人偵察車を操縦する隊員たちの盾になっている。第61話の回想シーンでは、戦車教導隊所属の90式戦車とともに第1戦車大隊所属車両が「特地」側ゲートを突破し、アルヌス丘に布陣する帝国軍を撃破している。
『ゲゲゲの鬼太郎』（第6期）
第11話にて陸上自衛隊所属車両が登場。八百八狸が送り込んだ妖怪獣をAH-1、形式不明のロケット砲、F-35と共に攻撃するが、妖怪獣の発生させた衝撃波で全滅する。
『ゴジラ S.P ＜シンギュラポイント＞』
第10話に登場。「ゴジラ排除作戦」に参加した車両が東京駅付近のゴジラウルティマに対して砲撃を加えるが、ゴジラが放った熱線を受けて溶解し破壊されている。
『こちら葛飾区亀有公園前派出所』
「3Dプリンター戦車の巻」の最後に富士演習場にて10式戦車を使った演習をしている。
『正解するカド』
第1話に朝霞駐屯地所属車両として登場。羽田空港に出現した「カド」を調査するために出動し、徹甲弾を用いてカドの隅部を砲撃するが、カド表面の壁「フレゴニクス」に完全に遮られている。また、73式特大型セミトレーラによる輸送シーンも描かれている。
『世界征服〜謀略のズヴィズダー〜』
第1話に陸上自衛隊の「西ウド川駐屯地第3戦車隊」所属車両として登場。東京都西ウド川市に出現した巨大未確認生物を攻撃すべく出動するが、最終的には秘密結社「ズヴィズダー」によって「征服」される。その後、第12話にてズヴィズダーに鹵獲されたものとして再登場し、巨大ロボット「東京でヤス」と交戦している。
『絶園のテンペスト』
日本国防陸軍の主力戦車として多数登場。国防軍合同軍事演習と見せかけた「絶園の樹」攻撃作戦に投入され、絶園の樹を砲撃する。そのうち1両は鎖部夏村によってはじまりの樹の供物にされて消滅し、残りも新たに接近した絶園の果実から脱落した巨大な鎖の下敷きとなって全滅している。
『戦国自衛隊』
森秀樹の漫画版に、戦国時代へタイムスリップした自衛隊の装備として登場。タイムスリップした先が地中だったため、大半の車両は埋まった状態のまま放置されていたが、それを知った織田信長が掘り出し、自軍の兵器として利用する。
『地球の放課後』
第1戦車大隊所属車両が登場。人類の大半が「ファントム」により消えた世界にて、災害派遣用の垂れ幕をかけた状態で数台が杉並区の路上に放置されている。付近に残されていたビデオカメラには、「ファントム」をおびき寄せるために砲撃を行う様子が映されていた。
『東京ESP』
テレビアニメ版第1話・第11話に登場。東京都内で発生した超能力者の蜂起の際に渋谷などの都内各所に展開しており、そのうちの1両が超能力者と交戦するが、放り投げられ撃破されている。
『バーサスアース』
都内に現れた「深柱」を攻撃するため、96式装輪装甲車とともに出撃する。
『不思議なソメラちゃん』
テレビアニメ版第9話に登場。村落で暴れ回る遺伝子組み換えの松嶋あいに対する攻撃に参加している。
『フリクリ オルタナ』
第5話に登場。砲塔上面に捕鯨砲を増設しており、アイロン型建造物へと向かうターミナルコアを足止めしている。
『真剣で私に恋しなさい!』
テレビアニメ版第7話にリアクティブアーマーを装備した架空仕様が登場。冒頭にて、96式装輪装甲車とともに北富士演習場での演習中に、サイボーグである橘天衣の攻撃を受け、徒手空拳によって破壊される。また、第11・12話でも同仕様の車両が登場しており、橘天衣の襲撃を警戒して国会議事堂の周囲に展開するが、その後国会議事堂を襲撃した暴徒の集団には、通信妨害によって発砲許可を受けられず一方的に攻撃されている。
『魔法少女特殊戦あすか』
漫画第1巻の表紙および裏表紙に、砲塔を大きく抉られた状態で登場している。
『まりかセヴン』
コールサイン「レッドスコルピオン」「ホワイトタイガー」などとする戦車部隊の車両として登場。怪獣迎撃にたびたび出動し、第2話では攻撃中に登場人物の田子ノ浦を車内へ収容することになるが、その際の「ヒトマル式」や「そっち撮らないでくれる」という台詞に作者の軍事オタクぶりがうかがえる。
『薬師寺涼子の怪奇事件簿』
テレビアニメ版第13話に警備会社「日本私設警察」の戦車として登場。メインヒロイン側の警備会社「JACES」を壊滅させるべく、対テロ演習名目で封鎖された東京に現れるが、彼女たちの手の者にあっさり奪われてしまう。
『ライジングサン』
久山駐屯地での観閲式に登場。訓練展示にて空包を発砲する。

## 小説
『MM9』
第3巻に登場。チルゾギーニャ遊星人が操る怪獣軍団を迎撃すべく、89式装甲戦闘車や99式自走155mmりゅう弾砲とともにひたちなか市の国営ひたち海浜公園付近に展開し、主に海浜公園から出現した怪獣9号「メカモグラ」と交戦する。
『越境』
砂川文次の小説。ロシア軍による北海道侵攻の停戦後、政府の指揮下から切り捨てられつつも活動していた第2師団が運用しており、侵攻の10年後も運用が続けられている。作中で語られる「滝川事件」では、旭川へ向かっていた警察部隊と交戦したことが語られる。
『サイレント・コアシリーズ』
『北方領土奪還作戦』
「TK-X」の名称で試験運用部隊の装備として登場。支持率の低下に悩んだ内閣が、起死回生として巧妙に作戦を隠蔽かつ決行した北方領土奪還作戦に投入される。砲塔に備え付けられたレーザー検知器によって、ロシア側の携行式対戦車ミサイルを感知したり、回避する描写がある。
『対馬奪還戦争』
「TK-X」の名称で登場。対馬における日韓の戦闘の中で対馬に揚陸され、戦闘中には、敵戦車のGPS座標をスタイラスペンでモニターの地図にマーキングすることで戦車が自動で発砲するという描写があり、現代の戦車がデジタルに進化していることが表現されている。
『自衛隊三国志』
三国時代へタイムスリップした自衛隊国際連合平和維持活動（PKO）部隊の装備として登場。1個戦車小隊3両が配備されており、樊城への突入作戦に投入されて城内を蹂躙するほか、「赤壁の戦い」ではアメリカ海軍のLCACに搭載され、航行する艇上から曹操軍の艦隊を砲撃する。
『ゾンビ3.0』
石川智健の小説。日本各地で突如ゾンビが発生する中、内閣が超法規的に防衛出動を命令したことで出動した陸上自衛隊の戦車として登場。街中を走行する様子がライブ配信で流され、それを登場人物の一人がスマホで目撃する。他に札幌市の場面で放棄された戦車が登場するが、こちらも10式戦車なのかは不明。
『超機密自衛隊』
開発兵器の試験と評価を行うEGSDF（自衛隊試験評価群）に配備された新型戦車として登場。南北に分断されるという別の歴史を辿る1944年の日本へタイムスリップしてしまい、ソ連の支援を受けて統一を目指す北日本軍のT-34などと交戦する。
『東京×異世界戦争 自衛隊、異界生物を迎撃せよ』
第1戦車大隊所属車両が登場。主砲を長砲身の55口径120mm滑腔砲に換装した1個戦車小隊4両が日比谷交差点に展開し、ベヒーモスを10式APFSDSで砲撃する。
『日本国召喚』
国ごと異世界に転移した日本の陸上自衛隊の戦車として登場。魔王軍の侵攻を受けたトーパ王国に有害鳥獣駆除の名目で1両が派遣され、魔王とカイザーゴーレムをAPFSDSで砲撃して撃破する。また、ムー国に派遣された第7師団所属車両が登場し、ムー国に侵攻したグラ・バルカス帝国陸軍第4機甲師団と交戦する。漫画版では前述のトーパ王国での場面に登場する。
『ホワイトバグ 生存不能』
安生正の小説。西部方面戦車隊所属車などが登場。福岡県糸島市の海岸に40両が展開し、西部方面特科隊の榴弾砲と第132特科大隊の誘導弾とともに「新生物」の大群を迎え撃つが、ほとんど数を減らせぬまま防衛線突破を許してしまう。
『ルーントルーパーズ 自衛隊漂流戦記』
異世界へ飛ばされた自衛隊の装備として登場。1個戦車小隊3両が配備されており、マリースア南海連合王国の街中で暴れまわる巨大ゴーレムや、フィルボルグ継承帝国のドラゴンゾンビを砲撃する。

## ゲーム
『War Thunder』
「Type 10」の名称で登場。アップデート（Ver2.13）にて実装された。砲弾は実車と同様にJM12A1（HEATFS）、JM33とType 10（APFSDS）が使用可能となっている。
『大戦略シリーズ』
「新戦車」の名称で登場。
『ファンタシースターオンライン2』
「15式戦車」の名前で、10式戦車に酷似した戦車が登場。またリアクティブアーマーを装着した「アーマード15式」も登場する。
『ベヨネッタ3』
チャプター1に登場。不明生物（ホムンクルス）の東京襲撃を受けて出動しており、新宿上空のイリデンセントに対して山手線の線路上から砲撃を加えるが、パヌスの奇襲を受けて全車が撃破される。
『メタルサーガニューフロンティア』
「TYPE-X10」の名前で、10式戦車に酷似した戦車が登場。
『メタルマックス4 月光のディーヴァ』
「10式」の名称で登場。
『メビウスオンライン』
プレイヤーが操作できる兵器として登場。
『ランナバウト3D ドライブ:インポッシブル』
「TANK 10」の名称で登場。
『りっく☆じあ〜す』
擬人化したものが登場。スラロームしながらの主砲連射などの凄さが世界でまだ認知されないことに不満を抱いている。武装は実際の名称を採用。「10式戦車」そのものの他にも、第8戦車大隊、第1戦車大隊、第4戦車大隊、戦車教導隊、西部方面戦車隊仕様のキャラクター、「10式戦車　改」と言った架空のものも登場している。

## その他
『Adventure in the East』
FATE GEARの楽曲であり、MVに登場。演習時の実車を撮影した映像が挿入されている。
『GATE〜それは暁のように〜』
岸田教団&THE明星ロケッツのシングルであり、PVに登場。なお、登場したのは実車ではなく上記の映画『ガッチャマン』の撮影用に製作された大道具で、現在は栃木県にあるサバイバルゲームフィールドF2プラントで展示されている。撮影もこの場所で行われた。
『ご当地怪獣』
プロモーション映像に登場。「ご当地怪獣DEMO Full ver.」では東京に出現した怪獣パンダンを迎撃すべく上野駅前に展開。「ご当地怪獣総進撃」では魚沼市から出現した怪獣ドキラを攻撃する。撮影には模型が使用された。
『心にFlower』
MVに登場。ピンク色の塗装と花による装飾を施された上で、SKE48のメンバーによるパフォーマンスの背景として用いられている。
『フレームアームズ・ガール』
プラモデルシリーズ『フレームアームズ』に登場する架空のロボット兵器「三二式一型 轟雷」を萌え擬人化し、10式戦車に準じた塗装を施した「フレームアームズ・ガール 轟雷 10式 Ver.」がラインナップされている。なお、擬人化元の轟雷自体も10式戦車をモチーフとしている。